# Tapuamu
Tapuamu es una comuna asociada de la comuna francesa de Tahaa que está situada en la subdivisión de Islas de Sotavento, de la colectividad de ultramar de Polinesia Francesa.

## Composición
La comuna asociada de Tapuamu comprende una fracción de la isla de Tahaa y los siete motus más próximos a dicha fracción:
| Comuna asociada de Tapuamu   |                  |                  |                    |
| Fracción de la isla de Tahaa | Población (2012) | Superficie (km²) | Densidad (hab/km²) |
| Tapuamu                      | 631              | -                | -                  |
| Islotes                      | Población (2012) | Superficie (km²) | Densidad (hab/km²) |
| Aivi                         | -                | -                | -                  |
| Ea                           | -                | -                | -                  |
| Maharare                     | -                | -                | -                  |
| Pariraho                     | -                | -                | -                  |
| Pua                          | -                | -                | -                  |
| Tautau                       | -                | -                | -                  |
| Tuhata                       | -                | -                | -                  |

## Demografía
| Gráfica de evolución demográfica de Tapuamu entre 1977 y 2012 |
|                                                               |

Fuente: Insee